# Mount Hope (Kansas)
Mount Hope est une ville américaine située dans le comté de Sedgwick dans l’État du Kansas.

## Traduction
- (en) Cet article est partiellement ou en totalité issu de l’article de Wikipédia en anglais intitulé « Mount Hope, Kansas » (voir la liste des auteurs).